# 離開清單
離開清單(The Exit List) 是一個在英國ITV電視台播映的益智節目，由Matt Allwright主持。挑戰者均為雙人組合，遊戲共分為兩個部分。第一個部分是盡可能進入許多含有獎金的房間，並答對問題累積獎金；第二部分則是離開記憶迷宮時必須完整背出離開清單(The Exit List)才能抱回獎金。此節目是由荷蘭人 David Grifhorst所創立。

## 遊戲進行
挑戰者必須進入所謂的記憶迷宮(The Memory Maze)。 第一列僅有一個房間，第二、三列各有三個房間，第四列則有五個房間，第五、六列則各有七個房間。總計26個房間。每個房間都設有電腦讀取機、一個裝有英鎊現鈔(獎金)的容器、隔音耳機與兩個小玻璃圓柱。當挑戰者把手放在讀取機上，將會有以下三種可能發生：
- 根據所在的列數，出現價值英鎊£1,000, £2,000, £3,000, £4,000, £5,000,£10,000的問題。
- 最後一列(第六列)七個房間中隨機的一個，會出現價值£100,000的問題。
- 26個房間中，隨機的5個恐慌房間(Panic Room)。

### 問題
當電腦讀取機宣布問題與其所代表的金額，主持人便會讀出一個問題與四個選項，只有一個選項是正確的。在限制的30秒內，挑戰者可以選擇一個答案，並且說出"鎖定某答案"(英語：Lock in~)。答案一旦鎖定，便無法更改。
如果回答正確，只有他們所選取的答案(也就是正確答案)會被加到離開清單中。
如果回答錯誤，四個選項都會以一個群組的方式被加到離開清單中。

### 恐慌房間(Panic Room)
記憶迷宮的26個房間中，有5個為隨機分配的恐慌房間。在這些房間中，挑戰者將被考驗他們的短時記憶能力。電腦讀取機將會展示一系列(10組)同一主題的照片與文字，挑戰者必須記住這些資訊，並有30秒的時間可以回答(回答順序由電腦分配)。挑戰者可以在限制的30秒內無限次的回答，也可以說pass跳過這題。
如果全部答對，則可以獲得本題的獎金(依照所在列數決定)，但目前尚無人成功達成此項創舉。
如果有任一題答錯，每個正確答案的第一個字母(或數字)會被組合成一個密碼(Panic code)，並加入到離開清單內。由於這些字母或數字是以不規則的方式組合，比起一般問題選項的單字更難記憶。例如，挑戰者有五個答案未達出，而這五個答案為：dog, cat, mouse, dolphin, lion，組合成的panic code為DCMDL。

### 在記憶迷宮中的移動
挑戰者由第一列唯一的房間開始，之後在迷宮中可以向左、向前或向右移動。已經進入過的房間不得重複進入。
如果答題正確或完整答對Panic Room，就可以向前進(但挑戰者可以選擇繼續在同列移動，而不向前進到下一列)；如果答題錯誤或Panic Room沒有完整答對(有產生Panic code)，前方的路就會被阻斷，只能在同列繼續移動，直到無法再繼續移動為止。
在每一個問題或Panic Room的問題結束後，電腦讀取機會顯示目前累積的Exit List，並會由語音(Kait Borsay)唸出，可讓挑戰者了解自己目前的Exit List已經累積到多少了。主持人會告訴挑戰者其他房間的問題主題，作為挑戰者是否要繼續遊戲的參考。當挑戰者無法再移動時(由於前方的路受阻)，可以選擇繼續遊戲。但必須把目前的獎金歸零，前方的路才會解鎖並繼續遊戲；然而，Exit List並不會歸零，而會繼續累積。

## 離開記憶迷宮
當挑戰者選擇離開記憶迷宮，他們必須從要離開房間的電腦讀取機上，每個人各抽出一個透明玻璃圓柱。抽到比較短的那支挑戰者，必須要繼續留在迷宮中(並提供耳機避免受到外界干擾)，完成背誦離開清單的任務。另一位挑戰者則會離開迷宮，到主持人那邊查看是否要接受製作單位的開價(此價格根據目前累積的獎金與離開清單的長度來決定)。挑戰者可以選擇是否接受這個開價，並把決定輸入電腦中，但只有這位挑戰者知道他所下的決定。
另一位挑戰者仍留在記憶迷宮，此時他將被告知可以脫下耳機。除了完整的背誦記憶清單外(可不按照順序，但因為答題錯誤而四個選項一起加入清單的，必須要一起背出)，還必須從他目前所在的房間(即宣布要離開迷宮的房間)，按照他們自己走過來的路徑反向走回一開始進入的房間。如果路線錯誤，會有警報聲響起提醒挑戰者，但倒數計時並不會暫停。每個房間會提供10秒，若挑戰者總共進入12個房間，就會有120秒的時間可以背出他們的離開清單，每個房間只能背出一個(或一組)答案。
如果挑戰者在時間限制內成功背出完整的離開清單，他們就能拿走目前累積的獎金；反之，他們不能獲得任何獎金。
然而，累積獎金並非一定與挑戰者能帶回的獎金相同。如果另一位挑戰者接受製作單位的開價，無論另一位挑戰者是否有完整背出離開清單，他們就只能帶回製作單位開價的獎金。如果沒有接受開價，而又完整背出清單，就能帶回所累積的獎金；但沒有完整背出清單，便無法帶回任何獎金。
節目的最後一部份便是揭曉參賽者今晚能夠帶回的獎金(英文:You leave tonight with~)。

## 每集紀錄
| 集 | 挑戰者          | 累積獎金  | 出價    | 出價 | 是否成功 | 獲得獎金 |
| -- | --------------- | --------- | ------- | ---- | -------- | -------- |
| 1  | David & Jenny   | £100,0001 | £22,000 | 拒絕 | 成功     | £100,000 |
| 2  | Scott & Nicola  | £25,000   | £4,000  | 拒絕 | 成功     | £25,000  |
| 3  | Phil & Danny    | £40,000   | £4,000  | 拒絕 | 失敗     | £0       |
| 4  | Sammy & Kirstyn | £115,000  | £17,000 | 接受 | 失敗     | £17,000  |
| 5  | Scott & Jane    | £137,000  | £55,000 | 拒絕 | 成功     | £137,000 |
| 6  | Mikey & Andy    | £25,0002  | £5,000  | 接受 | 失敗     | £5,000   |
| 7  | Eray & Ipek     | £138,000  | £25,000 | 接受 | 失敗     | £25,000  |

Notes:
1由於前方的路被阻斷，損失£15,000。
2因為前方的路被阻斷，損失£6,000。